# Kirkkosaari (ö i Birkaland, Tammerfors, lat 61,45, long 23,51)
Kirkkosaari är en ö i Finland. Den ligger i sjön Pyhäjärvi och i kommunen Nokia i den ekonomiska regionen Tammerfors och landskapet Birkaland, i den södra delen av landet, 160 km nordväst om huvudstaden Helsingfors. Öns area är 1 hektar och dess största längd är 180 meter i sydväst-nordöstlig riktning.